# ハイエナ (KOF)
ハイエナ(Hyena)は、SNKの対戦型格闘ゲーム『KOF MAXIMUM IMPACT』シリーズに登場する架空の人物。担当声優は島田敏。

## 概要
組織「メフィストフェレス」のボス・デュークの腰巾着。口がうまく目端が利き、街の噂話に通じていることから、サウスタウンを掌握したデュークに重用されていた。しかし、デューク自身が開催したキング・オブ・ファイターズでアルバ・メイラが彼を破った。
その後、経済においての源であるデュークが姿を消したため、高額な家賃が払えなくなってしまい追い出されるなどハイエナの生活はどん底に落ちていった。しかし、再起をあきらめきれず、本人がキング・オブ・ファイターズの出場を果たす。
『KOF MAXIMUM IMPACT』（以下『MI』と表記）ではイベントキャラクター（もしくはナビゲーター）として登場するが、この頃はサブキャラクターだった。『MI2』以降で使用キャラクター（『MI2』のみ隠しキャラクター）として登場する。

## キャラクター性能
ハイエナの技は意外なところに攻撃判定が出たり、フェイントをかけたりとトリッキーな面が多い。また、一部の技によってグロベリング（うつ伏せ）状態に移行する。勿論、グロベリング状態から出す技もある。

## 技の解説

### 必殺技
ハイエナ・ディール
水平にカードを投げる。『MIA』ではフェイント版も使用できる。
ハイエナ・ジャイロ
両手を広げて回転しながら上昇する。
ハイエナ・ダッシュ
移動技。
ハイエナ・ダイブ
「ハイエナ・ダッシュ」の連係技。顔面から突っ込む。出した後は「グロベリング」に移行する。
ハイエナ・ローリング
「ハイエナ・ダッシュ」の連係技。前転しながら蹴る。出した後は「グロベリング」に移行する。

ハイエナ・フライングボディアタック
空中で顔面から落下する。出した後は「グロベリング」に移行する。
ハイエナ・スプリング
「グロベリング」中にのみ使用可能。バック転からのキック。
ハイエナ・ロケット
『MIA』で使用。打点の高い前蹴り。強で出すと「グロベリング」に移行する。

### 超必殺技
今世紀最大にして最凶の演技
前方へ歩き出し、攻撃を受けるとKO時の演出で崩れるように倒れ、相手を油断させた後、前転から宙返りしつつ蹴りを入れる。
今世紀最大にして最狂の騙し討ちっ!
「グロベリング」からの派生技。上記の技と同様、前転から宙返りで蹴りを入れる。
前代未聞のハイエナ祭りっ!
カードを大量に投げつける。
JOKE
カードで斬りつけた後、連続してカードを投げまくり、「グロベリング」に移行する。オズワルドの「JOKER」のパロディだが、性能は全く異なり、攻撃判定は小さい。
乾坤一擲のハイエナパンチっ!
パンチを空振りした後、ガード不能の蹴りを入れて、「グロベリング」に移行する。

## 関連人物
- デューク - 上司
- ミニョン・ベアール - 対戦の際に茶化された相手